# Southern gospel
Southern gospel is een genre binnen de gospelmuziek, veelal vertolkt door herenkwartetten.

## Ontstaan
Het jaar 1910 wordt wel gezien als het geboortejaar van de Southern gospel; James D. Vaughan, een Amerikaans uitgever van muziekboeken, vormde in dat jaar een kwartet om zijn boeken aan de man te brengen. Het is echter wel duidelijk dat deze vorm van muziek ook in de 19e eeuw al voorkwam. De oorspronkelijke southern gospelkwartetten bestonden uit vier mannen in een tenor-lead-bariton-bas-setting. Zij zongen vooral a capella, later kwamen daar ook begeleidingsinstrumenten bij.
Met de opkomst van de radio aan het begin van de 20e eeuw groeide de belangstelling voor Southern gospel. Smith's Sacred Singers, de Speer Family en het Stamps Quartet zijn namen uit de begintijd. Kwartetten van na de Tweede Wereldoorlog zijn/waren onder meer het Cathedral Quartet, The Imperials, de Gaither Vocal Band, Oak Ridge Boys en Ernie Haase & Signature Sound. Seculiere artiesten als Tennessee Ernie Ford, Elvis Presley en Patsy Cline werden door de Southern gospel beïnvloed. Tegenwoordig is dit genre niet meer voorbehouden aan kwartetten. De stijl van muziek en de meerstemmige zangstijl (close harmony) worden ook door trio's en duo's uitgevoerd.
In 1991 startte Bill Gaither zijn Homecoming-activiteiten, waarin de Southern gospel een groot aandeel heeft. Het waren vooral de Homecoming tours die de muziek meer naar Europa brachten. In 1997 werd in Dollywood, het themapark van Dolly Parton, het Southern Gospel Museum and Hall of Fame ingericht, met daarin een hall of fame ingericht, waarin bekende namen uit de Southern gospel een bronzen plaquette krijgen.

## Dove Award
De Gospel Music Association kent sinds 1969 de Dove Awards toe, een prijs voor bijzondere resultaten in de christelijke muziek. In 1976 kwam de eerste aparte categorie voor de Southern gospel, het Southern Gospel Album of the Year. In 1989 kwam daar de categorie Southern Gospel Song of the Year bij.
| Jaar | Categorie         | Titel                                                                                         | Artiest                             |
| ---- | ----------------- | --------------------------------------------------------------------------------------------- | ----------------------------------- |
| 2011 | Album of the year | Greatly Blessed                                                                               | Gaither Vocal Band                  |
| 2011 | Song of the year  | "Better Day" van Greatly Blessed                                                              | Gaither Vocal Band                  |
| 2010 | Album of the year | Gaither Vocal Band Reunited                                                                   | Gaither Vocal Band                  |
| 2010 | Song of the year  | "Born To Climb" van Expecting Good Things                                                     | Jeff & Sheri Easter                 |
| 2009 | Album of the year | Lovin' Life                                                                                   | Gaither Vocal Band                  |
| 2009 | Song of the year  | "Reason Enough" van Dream On                                                                  | Ernie Haase & Signature Sound       |
| 2008 | Album of the year | Get Away, Jordan                                                                              | Ernie Haase & Signature Sound       |
| 2008 | Song of the year  | "Get Away, Jordan" van Get Away, Jordan                                                       | Ernie Haase & Signature Sound       |
| 2007 | Album of the year | Give it Away                                                                                  | Gaither Vocal Band                  |
| 2007 | Song of the year  | "Give it Away" van Give it Away                                                               | Gaither Vocal Band                  |
| 2006 | Album of the year | Live at Brooklyn Tabernacle                                                                   | Crabb Family                        |
| 2006 | Song of the year  | "Through the Fire" van Live at Brooklyn Tabernacle "Long As I Got King Jesus" van Live in NYC | Crabb Family Brian Free & Assurance |
| 2005 | Album of the year | Drive                                                                                         | Crabb Family                        |
| 2005 | Song of the year  | "He came looking for me" van Drive                                                            | Crabb Family                        |